# Mercato telematico
Un mercato telematico è un mercato gestito attraverso un motore di trading telematico, cioè un software che sa comporre in modo efficiente il book (la tabella dove sono riportate le proposte di acquisto e di vendita), anche detto libro ordini. In ambito finanziario, un mercato telematico si contrappone al concetto di mercato fisico, dove la contrattazione veniva effettuata fisicamente tra le parti.
Ne è un esempio l'MTA della Borsa di Milano.

## Descrizione
Gli ordini di compravendita sono immessi con terminali che entrano nella Borsa; c'è quindi la possibilità per un operatore di aderire anche a mercati remoti.
L'internazionalizzazione dei mercati ha favorito la diffusione del modello telematico che è più efficiente, in quanto permette di ridurre drasticamente i costi e i tempi di negoziazione. Questa transazione verso i modelli telematici ha portato alla scomparsa dei mercati fisici.